# El darrer cop d'arquet
El darrer cop d'arquet és un aplec de contes d'Arthur Conan Doyle, publicat el 1917. A més del relat que va donar el títol, hi ha sis relats més, entre d'altres «El cercle roig» i «L'urpa del diable». Abans del llibre van ser publicats primer com fulletó en la revista The Strand Magazine. Va parèixer catorze anys després del volum anterior, El retorn de Sherlock Holmes.
El títol original en anglès és His Last Bow. El 2020 va ser traduït al català per Xavier Zambrano, amb un epíleg de l'historiador Josep Lluís Martín Berbois. El recul en anglès té el títol His Last Bow: Some Reminiscences of Sherlock Holmes.

## «El darrer cop d'arquet» (conte)
En el conte «El darrer cop d'arquet» que va donar el nom al recull, la narració és en tercera persona, en comptes de la primera persona que sol fer servir el personatge del Dr. Watson. És una història d'espies, més que un misteri detectivesc. Publicat durant la Primera Guerra Mundial, per la manera de representar espies britànics i alemanys en vigílies de guerra i pels seus temes patriòtics, la història s'ha interpretat com una eina de propaganda destinada a augmentar la moral dels lectors britànics.

### Sinopsi

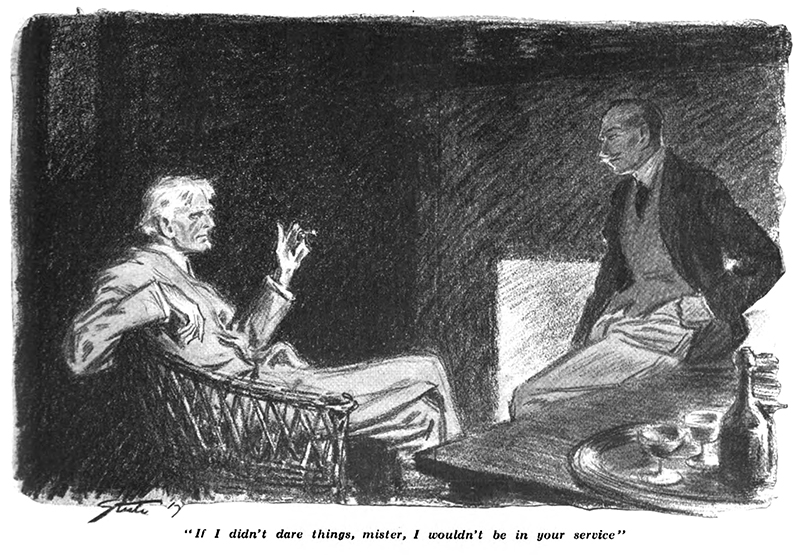
Il·lustració de 1917 de Frederic Dorr Steele a Collier's

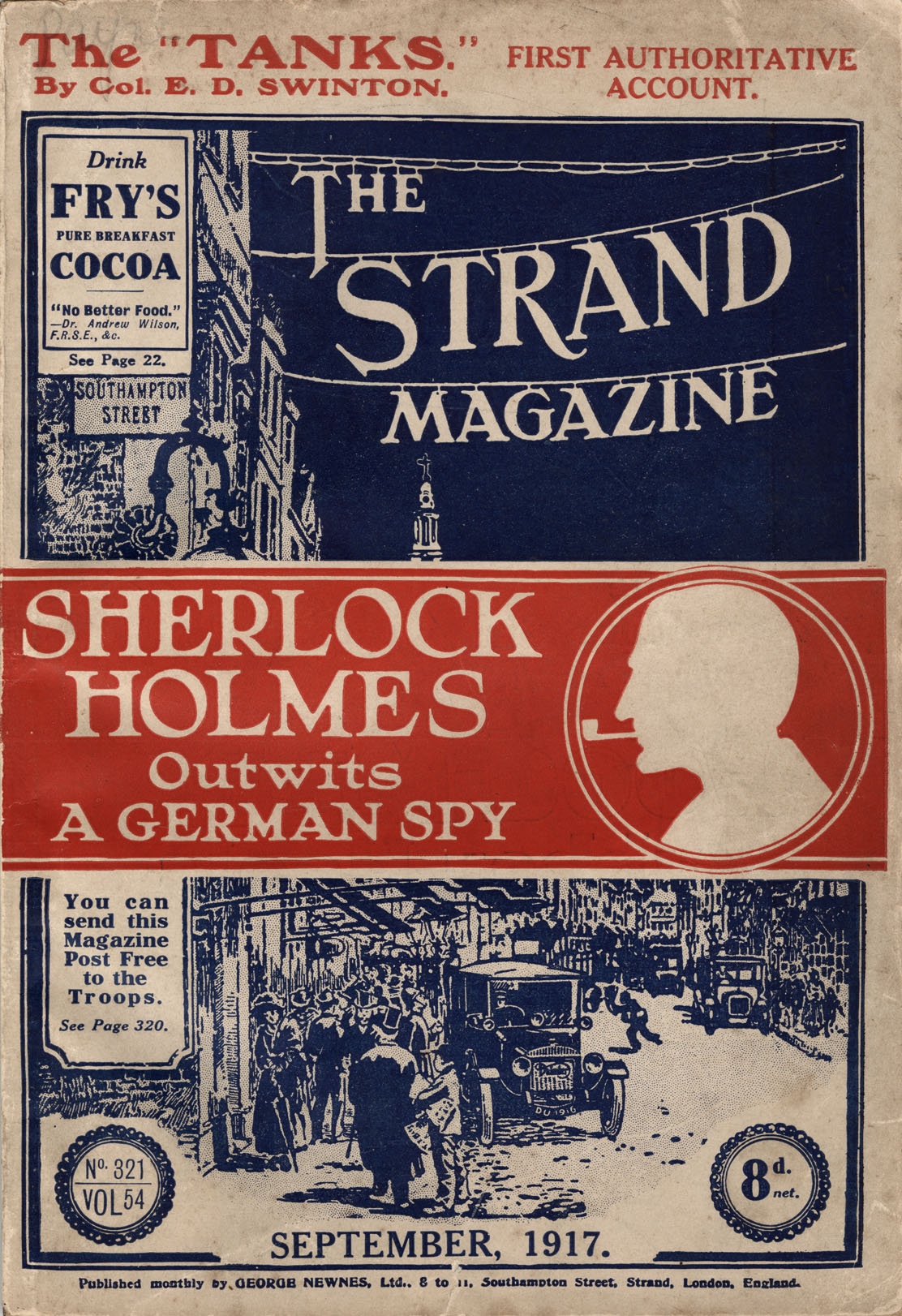
Arthur Conan Doyle va fer la seva part per elevar la moral en temps de guerra continuant proporcionant a The Strand Magazine el material de lectura preferit del públic. El vol. 65, núm. 321, número de setembre de 1917 contenia la història de Holmes "La seua última reverència".

A la vigília de la Primera Guerra Mundial, l'agent alemany Von Bork es prepara per sortir d'Anglaterra amb la seva vasta col·lecció d'informació militar, reunida durant un període de quatre anys. La seva dona i la seva família ja s'han anat d'Harwich cap a Vlissingen als Països Baixos, deixant-lo només ell i la seva anciana mestressa anglesa. El soci de Von Bork, el baró von Herling, un diplomàtic de l'ambaixada d'Alemanya, està impressionat per la seva adquisició de secrets militars britànics vitals, i li diu a Von Bork que serà rebut a Berlín com un heroi. Von Bork diu que està esperant una última transacció amb el seu informador irlandès-nord-americà, Altamont, que arribarà aviat amb un ric tresor: els senyals navals.
Von Herling se'n va just abans que arribi Altamont. La mestressa de casa de Von Bork ha apagat el llum i s'ha retirat. Altamont ensenya a Von Bork un paquet. Altamont menysprea la caixa forta de Von Bork, però Von Bork diu amb orgull que té una construcció i un doble pany de combinació que la fan impenetrable. Diu a Altamont que la combinació és «agost de 1914». Altamont, esmentant casos d'informants alemanys que han acabat a la presó, desconfia de Von Bork i es nega a lliurar els codis navals fins que no rep el pagament. Von Bork es nega a pagar fins que hagi examinat la informació d'Altamont.
Altamont li entrega el paquet. Von Bork troba que es tracta d'un llibre titulat Manual pràctic de cultura de les abelles, gairebé el que esperava. Encara menys esperat és el drap amarat de cloroform que té Altamont a la cara un moment després. Altamont és en realitat Sherlock Holmes disfressat, i el xofer que el va portar és el doctor Watson. Ara passat el seu apogeu, no obstant això, han capturat diversos espies (Holmes és en realitat responsable dels agents empresonats dels quals parlava «Altamont») i van alimentar els alemanys amb informacions pocs fiables. Holmes s'havia retirat de la feina de detectiu, i passava els seus dies amb apicultura al camp, però va tornar després que el ministre d'Afers Exteriors i el primer ministre el van sol·licitar. Holmes porta dos anys en aquest cas i l'ha portat a Chicago, Buffalo i Irlanda, on va aprendre a fer el paper d'un amargat irlandès-americà i on va obtenir les credencials de membre d'una societat secreta. Va identificar la filtració de seguretat a través de la qual els secrets britànics arribaven als alemanys, i després es va proposar detenir els mateixos agents receptors. La mestressa era un dels agents de Holmes: la llum que va apagar era el senyal a Holmes i Watson que la costa era sense obstacles.
Holmes i Watson porten Von Bork i les proves a Scotland Yard. En referència a la guerra imminent, Holmes diu: «Hi ha un vent de l'est que ve, Watson». Watson malinterpreta el significat de les paraules i diu: "Crec que no, Holmes. És molt càlid", a la qual cosa Holmes respon:
| « | Bon vell Watson! Vos sou l'únic punt fix en una època canviant. De totes maneres hi ha un vent de l'est que ve, un vent com mai no ha bufat a Anglaterra encara. Farà fred i amarg, Watson, i molts de nosaltres podem marcir-se abans de la seva explosió. Però és el propi vent de Déu, no obstant això, i una terra més neta, millor i més forta quedarà sota la llum del sol quan la tempesta hagi aclarit. | » |

### Adaptacions en el món anglosaxó

#### Cinema i televisió
Un curtmetratge mut basat en la història es va estrenar el 1923 com a part de la sèrie de pel·lícules de Sherlock Holmes de Stoll Pictures. Eille Norwood va interpretar Sherlock Holmes i Hubert Willis va interpretar el Dr. Watson.
La pel·lícula nord-americana de 1942 Sherlock Holmes and the Voice of Terror protagonitzada per Basil Rathbone es considera una adaptació d'aquesta història.
"La seua última reverència" va ser adaptat com a part de la història a la pel·lícula soviètica de 1986 The Twentieth Century Approaches, l'entrada final de la sèrie de pel·lícules Les aventures de Sherlock Holmes i el Dr. Watson.
Un episodi de la sèrie de televisió animada Sherlock Holmes al segle XXII es va basar en la història. L'episodi, titulat "The Secret Safe", es va emetre el 2001.

#### Ràdio
«His Last Bow» va ser dramatitzat per Edith Meiser com un episodi de la sèrie de ràdio nord-americana The Adventures of Sherlock Holmes. L'episodi es va emetre el 12 d'octubre de 1932, amb Richard Gordon com Sherlock Holmes i Leigh Lovell com el Dr. Watson.
La història va ser adaptada per a la ràdio de la BBC el 1969 per Michael Hardwick, com a part de la sèrie de ràdio 1952–1969 protagonitzada per Carleton Hobbs com Holmes i Norman Shelley com Watson.
«His Last Bow» va ser dramatitzat per a la BBC Radio 4 el 1994 per Bert Coules com a part de la sèrie de ràdio 1989-1998 protagonitzada per Clive Merrison com Holmes i Michael Williams com Watson. Va comptar amb Norman Rodway com Stamford, Michael Cochrane com el capità Kell i Preston Lockwood com H. H. Asquith.
El 2015, la història es va adaptar com a episodi de The Classic Adventures of Sherlock Holmes, una sèrie del programa de ràdio nord-americà Imagination Theatre, amb John Patrick Lowrie com a Holmes i Lawrence Albert com a Watson.

## Historial de publicacions
«El darrer cop d'arquet» es va estrenar al Regne Unit a The Strand Magazine el setembre de 1917, i als Estats Units a Collier's el mateix mes. La història es va publicar amb tres il·lustracions d'Alfred Gilbert (més conegut com a escultor de la Shaftesbury Memorial Fountain) a The Strand, i amb cinc il·lustracions de Frederic Dorr Steele a Collier's. Va ser inclòs en la col·lecció de contes His Last Bow, que es va publicar al Regne Unit i als Estats Units l'octubre de 1917.

## Llegat
La història és l'última entrega cronològica de la sèrie. L'arxiu de Sherlock Holmes, ambientat abans de la història, es va publicar més tard.
El passatge patriòtic de Holmes ha estat àmpliament citat, i més tard es va utilitzar a l'escena final de la pel·lícula de Basil Rathbone Sherlock Holmes and the Voice of Terror (1942), basat lliurement en His Last Bow, encara que ambientat durant la Segona Guerra Mundial.
Els esdeveniments que van portar a aquesta història i més enllà van ser descrits a Sherlock Holmes and the Railway Maniac de Barrie Roberts. El final de la novel·la de 1993 de Nicholas Meyer The Canary Trainer es relaciona amb El darrer cop d'arquet amb Edward Gray i H.H. Asquith que s'acosten a Holmes per demanar-li que surti de la seva jubilació per investigar un home anomenat Von Bork. Ten Years Beyond Baker Street de Cay Van Ash està ambientat durant la recerca encoberta de Holmes de Von Bork; explica com divideix el seu temps entre la seva tasca de contraespionatge i la recerca de Sir Denis Nayland Smith, que es creu que va ser segrestat per Fu Manchu; així, Van Ash combina els mons creats per Conan Doyle i Sax Rohmer.
La història continua a la novel·la A Study in Murder de Robert Ryan del 2015 , la tercera de la seva sèrie de detectius "Dr Watson", en la qual Von Bork turmenta el doctor Watson, ara presoner de guerra a Alemanya, i organitza que sigui intercanviat. per Sherlock Holmes perquè pugui venjar-se.
Peter Brown va escriure: «Qualsevol que tingui coneixements o experiència en el treball real d'intel·ligència no podria evitar una bocanada d'horror davant el que està fent Sherlock Holmes a «El darrer cop d'arquet». Després d'haver-hi amb un treball dur i pacient, va establir les seves credencials amb els alemanys i estar en una situació perfecta posició per continuar donant-los informació falsa durant la resta de la guerra, Holmes sense cap motiu esclata la seva pròpia cobertura i ho destrueix tot. Per què, per l'amor de Déu? Per què? Com m'agradaria poder arribar a aquesta habitació i cridar a Holmes: ‘Atura! Què estàs fent? Ets boig?’. Per desgràcia, aquesta història amb el seu error monumental ha de romandre per sempre tal com és. Conan Doyle tenia un ampli coneixement de molts temes; evidentment, el treball de l'espionatge i el contraespionatge no n'era un. Van ser a Anglaterra l'any 1916 algunes persones que podria haver consultat amb profit sobre el tema.»